# Château de Czorsztyn
Le château de Czorsztyn est un château en ruines situé dans la ville homonyme dans le Sud de la Pologne, dans le parc national des Piénines. Il surplombe le lac de Czorsztyn en face du château de Niedzica.

## Histoire
Le château se trouve sur une colline qui domine le Dunajec. D'après Jan Długosz, le propriétaire en 1246 en était Piotr Wydżga. Ceci n'a jamais été confirmé par les historiens pour qui les débuts du château remontent au XIVe siècle. Il se développa surtout sous le règne de Casimir III de Pologne. Au XVIIe siècle, quand Jan Baranowski était staroste de Czorsztyn, il a été complètement reconstruit.
En 1790, son toit a brûlé à la suite d'un orage, puis il fut abandonné et vidé.

## Source
- (en) Cet article est partiellement ou en totalité issu de l’article de Wikipédia en anglais intitulé « Czorsztyn Castle » (voir la liste des auteurs).